# Старокаменский сельсовет
Старокаменский сельсовет — сельское поселение в Пензенском районе Пензенской области Российской Федерации.
Административный центр — село Старая Каменка.

## География
«Старокаменский сельсовет» расположено в южной части Пензенского района Пензенской области. В границах муниципального образования — 11000,91 га. Территория мо «Старокаменский сельсовет» состоит из одного единого массива и в настоящее время граничит с Кондольским районом, Оленевским сельсоветом, Воскресеновским сельсоветом, Алферьевским сельсоветом, Ленинским сельсоветом.

## История
Статус и границы сельского поселения установлены Законом Пензенской области от 2 ноября 2004 года № 690-ЗПО «О границах муниципальных образований Пензенской области».

## Население
| 2002  | 2010  | 2012  | 2013  | 2014  | 2015  | 2016  |
| ----- | ----- | ----- | ----- | ----- | ----- | ----- |
| 3359  | ↘3298 | ↘3272 | ↘3271 | ↘3253 | ↘3238 | ↘3156 |
| 2017  | 2018  | 2021  |       |       |       |       |
| ↘3106 | ↘3024 | ↘2341 |       |       |       |       |

## Состав сельского поселения
| № | Населённый пункт | Тип населённого пункта       | Население |
| - | ---------------- | ---------------------------- | --------- |
| 1 | Князь-Умет       | деревня                      | 71        |
| 2 | Левашовка        | деревня                      | 42        |
| 3 | Новая Каменка    | деревня                      | 28        |
| 4 | Старая Дертевка  | деревня                      | 1         |
| 5 | Старая Каменка   | село, административный центр | ↗3271     |

д. Князь-Умет
Основано в 1833 году восемью семьями крестьян князя Голицына из села Князевки на умете при постоялом дворе на пензенско-саратовской большой дороге. В 1850-х годах из Князевки переселилось в Умёт 18 дворов, и деревню стали называть Князь-Умётом.
Деревня Князь Умет, входящая в состав Старокаменского сельсовета, первоначально называлась Князевский Умет. Умет по словарю Даля означает: «одиноко стоящий постоялый двор, хутор в степи». Лежит неподалёку от села Князевка и является выселком из этого села. Согласно легенде бывший помещик села Князевка выселил в степь неугодных крестьян. Деревня расположена на Московском почтовом тракте при колодцах. В 1862 году здесь проживало 386 человек.
д. Левашовка
Поселена как деревня Жадовка в начале XVIII века (до 1719 года) премьер-майором Рязанского полка Жадовским Богданом Петровичем в составе Пензенского уезда. К середине XVIII века появились другие помещики, в том числе Левашовы.
Вторая деревня - деревня Левашовка также является выселком из соседних населённых мест, первоначально называлась Жадовка, как гласит легенда, барыня Левашова М. П., которой принадлежали местные крепостные, поменяла жителей этой деревни на борзых собак. На 1875 год в Жадовке 84 крепостных принадлежали Левашовым. Владельческое село при пруде на солёном овраге Левашовка на 1864 год именно 20 дворов с населением 154 человек. В 1901 году здесь было имение в 300 десятин Дубасовской З. М.
д. Новая Каменка
Основана помещиком как выселок из села Старая Каменка Пензенского уезда.
В начале 40-х годов XIX века часть крестьян села Старая Каменка отселились и образовался новый населённый пункт — деревня Новая Каменка, расположенная в верховьях небольшой речки Каменка, к востоку от Старой Каменка, на 1864 год по списку населённых мест Пензенской губернии имела 47 дворов в которых проживало 164 мужского и 168 жителей женского пола. Здесь размещались 4 поташных завода и три винокуренных завода.
д. Старая Дертёвка
Поселена около 1700 года как деревня Каменка в верховьях одноимённой речки, при овраге Орловском. Первыми помещиками были подьячий Дертев Иван Иванович и канцелярист Гладков Семён Евстифеевич.
Деревня Старая Дертевка расположена на реке Каменка и основана была дьяков Дертевым, отсюда и название деревни и земля имеет название — Дертевское плато. Неподалёку от деревни Старая Дертевка до 1956 года находился кирпичный завод, который производил качественный добротный кирпич. Вокруг завода располагался посёлок, в котором проживали рабочие, но по Указу свыше завод закрылся, жителям близлежащих деревень ничего не оставалось, как покинуть насиженное место и разъехаться. От завода и по настоящее время осталась высокая кирпичная труба, которую даже пытались взорвать, но безуспешно. Кирпич оказался высокого качества и труба стоит памятником былых времён.

## Местное самоуправление
440512, Пензенская область, Пензенский район, с. Старая Каменка, ул. Спиртозаводская, д. 1. Тел.: 8(8412)38-88-62; 8(8412)38-88-61